# Prinz-Ludwig-Heim
Das Prinz-Ludwig-Heim war ein Bauwerk an der Wasserburger Straße in Traunstein. Es war das erste Kaufmannserholungsheim im Königreich Bayern und das zweite im Deutschen Reich.

## Geschichte
Traunstein warb um 1910 um die Ansiedlung wohlhabender Pensionäre; damals wurden in der Kurstadt bei einer Einwohnerzahl von weniger als 10 000 Personen 1822 Kurgäste und 8337 „Passanten“ gezählt, denen bereits zahlreiche touristische Einrichtungen wie Bäder, Tennisplätze und Gastronomie zur Verfügung standen.
1909 trat Bürgermeister Georg Vonficht sein Amt an, das er bis 1935 innehaben sollte. Im Jahr nach Vonfichts Amtsantritt wurde in Wiesbaden die Deutsche Gesellschaft für Kaufmannserholungsheime gegründet, deren erster Präsident der Industrielle Joseph Baum war. Von diesem stammte die Denkschrift Ein soziales Problem des Kaufmannstandes, die ein großes Echo hervorrief: Seine Gesellschaft setzte sich zum Ziel, „männlichen und weiblichen kaufmännischen Angestellten und minderbemittelten selbstständigen Kaufleuten ohne Rücksicht auf Bekenntnis, Zugehörigkeit zu einer Partei oder einer anderen Vereinigung für geringes, den Verbrauch zu Hause nicht nennenswert übersteigendes, Entgelt den Aufenthalt in einem Erholungsheim zu ermöglichen“; finanziert werden sollten die Kaufmannsheime durch Stiftungen großer Unternehmen und Jahresbeiträge der Nutznießer. Das Konzept war erfolgreich; es stand bald eine sechsstellige Summe für den Bau der ersten Heime zur Verfügung.

### Planung und Bau

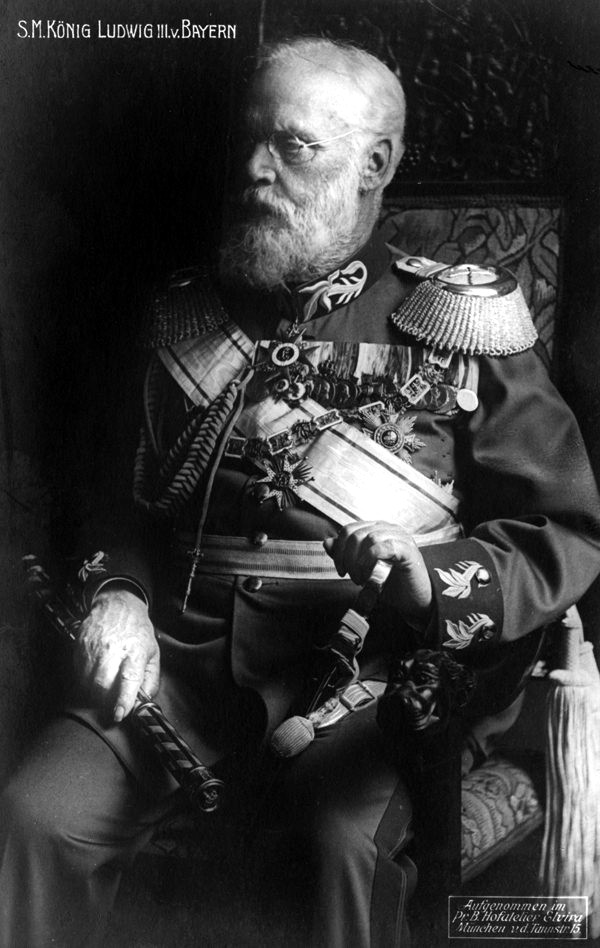
Ludwig III. von Bayern als König

Das Magistratskollegium der Stadt Traunstein befasste sich im März 1911 zum ersten Mal mit der Idee, der Gesellschaft einen Standort für ein Erholungsheim in Traunstein vorzuschlagen; im Juli desselben Jahres erfuhr man, dass 270 Bewerbungen vorlagen und Traunstein in die engere Wahl gekommen war. Allerdings forderte die Gesellschaft nicht nur den angebotenen kostenlosen Baugrund, sondern auch die Erschließung mit Wasser- und Kanalanschluss, den Verzicht auf gemeindliche Umlagen und einen Verzicht darauf, von den künftigen Nutzern die Kurtaxe zu verlangen. Traunstein forderte im Gegenzug, dass das Haus mindestens 100 Betten haben sollte und die heimischen Unternehmer von Bau und Betrieb profitieren sollten. Der Vertrag kam noch im selben Jahr zustande, als Baukosten wurden 370 000 Mark angesetzt. Der Grundstein des Erholungsheimes wurde am 19. November 1911 gelegt. Protektor war Prinz Ludwig von Bayern, nach dem das Heim dann auch benannt wurde.
Errichtet wurde das Prinz-Ludwig-Heim innerhalb von zehn Monaten von dem Münchner Bauunternehmen Heilmann & Littmann; 26 Traunsteiner Firmen waren an den Gewerken beteiligt. Weil die Errichtung einer Schmalspurbahn von der Station Bad Empfing zum Bauplatz nicht genehmigt wurde, musste das Material mit Fuhrwerken auf den Bauplatz transportiert werden. Eine Fläche von 1175 Quadratmetern wurde überbaut, der umbaute Raum maß 17 575 Kubikmeter. Das Erholungsheim hatte vier Geschosse; die Hauptfront war nach Süden ausgerichtet.

### Einweihung 1912
Das Prinz-Ludwig-Heim mit seinen 77 Fremdenzimmern und 110 Betten stand zwischen der Wasserburger Straße und dem Traunhochufer.
Am 6. Oktober 1912 wurde das Prinz-Ludwig-Heim eingeweiht. War schon die Grundsteinlegung ausgiebig gefeiert worden, so wurde die Einweihung mit noch mehr Pomp zelebriert. Wiederum war der Namensgeber des Heimes, ein Sohn des Prinzregenten Luitpold von Bayern, anwesend, ferner mehr als 60 Ehrengäste, die am späten Vormittag mit einem Extrazug des Hofmarschallamtes aus München anreisten. In der Kutsche des Prinzen fuhren Vonficht und Baum durch die Stadt; auf dem Stadtplatz wurde der Protektor des Heimes von der Schuljugend mit einem Gedicht begrüßt, die Bürger, Vereine und Verbände standen Spalier, Liedertafel und Kurkapelle hatten ebenso wie zahlreiche Redner ihre Auftritte. Zu den Stationen des Protektors Ludwig von Bayern an diesem Tag gehörte auch ein Besuch der Zuchtstation Wartberg. Zum Festdinner spendierte die Stadt 19 Flaschen Champagner. Der Sonderzug mit den Ehrengästen verließ Traunstein am späten Nachmittag wieder. Prinz Ludwig wurde wenig später, nach dem Tode Luitpolds am 12. Dezember 1912, Prinzregent und 1913 der letzte König von Bayern, doch das Erholungsheim trug weiter den Namen Prinz-Ludwig-Heim.
Der erste Urlauber, der einen Tagessatz von 2,80 Mark für Wohnung und Verpflegung zu zahlen hatte, traf im Oktober 1912 ein. Sowohl die Geschäftswelt Traunsteins als auch die Gäste waren mit der Einrichtung, in der fünf Mahlzeiten pro Tag gereicht wurden, zufrieden.

### 1914 – 1939
Doch bald wurde das Heim seiner ursprünglichen Bestimmung entzogen: Es wurde ab dem Herbst 1914 im Ersten Weltkrieg als Lazarett genutzt. Nach der Auflösung des Lazaretts 1919 diente es ab dem 1. Oktober 1920 wieder als Kaufmannserholungsheim. Allerdings waren derartige Einrichtungen in der Nachkriegszeit umstritten, da man schon mit der Versorgung der dauerhaft Ortsansässigen Schwierigkeiten hatte. Nachdem die Hochinflation 1923 geendet hatte, zogen wieder normalere Verhältnisse ein. In den Jahren 1924 bis 1930 stieg die Zahl der Kaufmannserholungsheime der Gesellschaft von 23 auf 43.

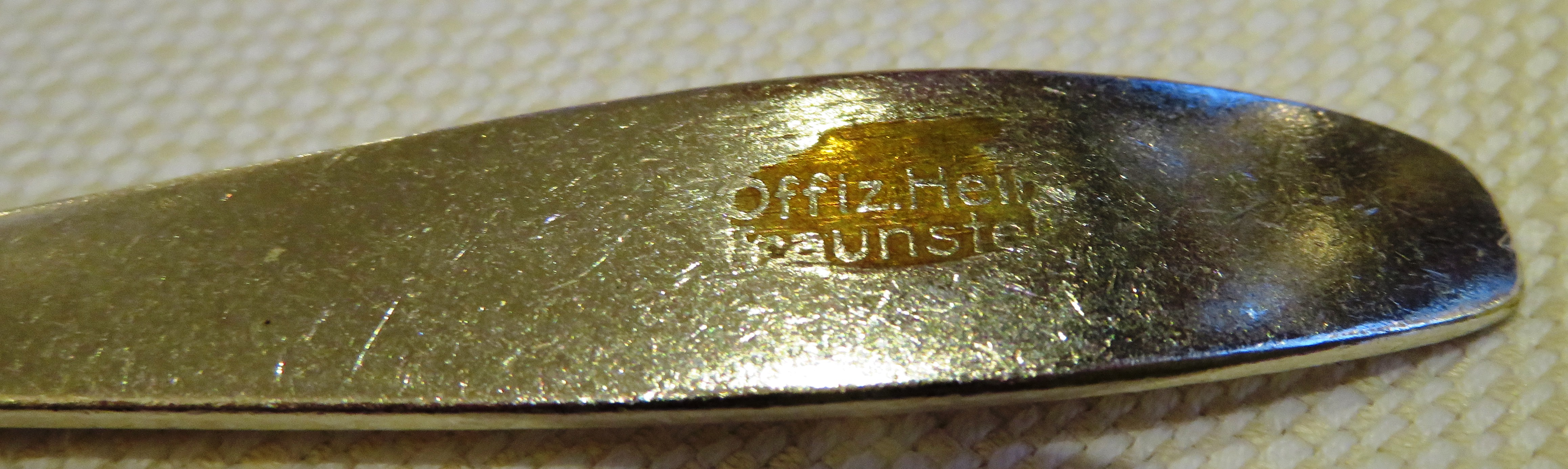
Besteckgravur aus dem Offiziersheim Traunstein

Die Deutsche Gesellschaft für Kaufmannserholungsheime wurde im Dritten Reich gleichgeschaltet. In den Heimen wurden nur noch „Reichsbürger im Sinne des Reichsbürgergesetzes vom 15. September 1935“ aufgenommen. Dem Bürgermeister Vonficht wurde der Rücktritt „nahegelegt“. Im Jahr seiner Amtsniederlegung wurde in der Nähe des Erholungsheims eine Kaserne der Reichswehr errichtet, danach ein Offiziersheim. 1936 wurde Traunstein Luftkurort und 1938 Kneippkurort. Die Stadt versuchte das Erholungsheim im Jahr 1937 als Zentrum für den Kneippkurort zu erwerben, scheiterte aber damit. Auch ein Versuch, die Reichspost zum Kauf des Heims zu animieren, blieb ohne Erfolg.

### 1939 – 1971
In der Zeit des Zweiten Weltkriegs wurde das Prinz-Ludwig-Heim erneut zum Lazarett für verwundete Soldaten. Dieses Lazarett wurde am 15. Juli 1940 wieder aufgelöst, aber ab dem 1. Oktober 1941, diesmal als Offizierslazarett, wieder in Betrieb genommen. Ab 1943 wurde das Heim als chirurgisches Lazarett mit 120 Betten genutzt, im Februar 1945 waren mehr als 300 Patienten im Haus. Das benachbarte Offiziersheim diente als Unterlazarett, in dem etwa 100 Personen versorgt wurden.
Nachdem die amerikanischen Truppen am 3. Mai 1945 in Traunstein eingerückt waren, wurden sämtliche Lazarette zu Kriegsgefangenenlagern umgewandelt. Die Besatzungsmacht nutzte das Prinz-Ludwig-Heim für kurze Zeit selbst, ehe sie es mit polnischen Fremdarbeitern belegte. 1946 wurde das Gebäude dem Städtischen Krankenhaus angegliedert: Es musste zunächst renoviert werden und wurde am 1. Dezember 1946 als Krankenhaus für innere Krankheiten eröffnet. Damals nutzte die Stadt Traunstein das Bauwerk noch mietsweise und zahlte monatlich 3000 Reichsmark dafür. 1953 erwarb sie es zu einem Preis von 430 000 DM von der Deutschen Gesellschaft für Kaufmannserholungsheime. Ab dem 1. Oktober 1960 beherbergte das Prinz-Ludwig-Heim eine Krankenpflegeschule, die allerdings 1962 schon wieder auszog.
Da das Heim für die Nutzung als Krankenhaus nicht besonders geeignet war, wurde ab 1959 ein Neubau geplant, der allerdings erst 1971 fertiggestellt werden konnte. Über die Nutzung des Prinz-Ludwig-Heims wurde lange debattiert; angedacht wurde unter anderem die Einrichtung eines Altenheims der Caritas, die aber aus Kostengründen nicht zustande kam. Auch die Arbeiterwohlfahrt, die kurzfristig Interesse gezeigt hatte, sprang ab, ein Arbeitskreis Traunsteiner Bürger, der eine Nutzung als Kneippkurheim favorisierte, konnte sein Konzept ebenfalls nicht umsetzen und ein Verkauf an den Betreiber mehrerer Krebskliniken scheiterte auch.

### Ende der Nutzung und Abriss
1968 hielt man in Traunstein den Bau einer Realschule für wichtiger als die Entwicklung der Kurstadt. Zunächst gab man einen Geländestreifen auf der Südseite des Prinz-Ludwig-Heimes zum Bau einer staatlichen Realschule frei, was den ersten Schritt zum Bau des Schulzentrums an der Wasserburger Straße bedeutete. Die letzten Patienten wurden am 1. August 1970 vom Prinz-Ludwig-Heim in das neue Krankenhaus verlegt. Danach stand das einstige Erholungsheim leer. Es ging am 30. November 1971 in den Besitz des Landkreises Traunstein über. Im Januar 1972 wurde der Abriss beschlossen und von Februar bis Ende März 1972 wurde das Prinz-Ludwig-Heim, eines der markantesten Gebäude Traunsteins, abgerissen.
Im Jahr 2012 erinnerte eine Ausstellung in der Reiffenstuel-Realschule in Traunstein an die Geschichte des Heimes.